# Acacia resinimarginea
Acacia resinimarginea — вид квіткових рослин з родини бобових. Ареал: Австралія (Західна Австралія).

## Середовище
Рослина часто розташована на хвилястих рівнинах, що ростуть переважно на піщаних, але іноді на суглинних ґрунтах, часто як чисті насадження.

## Біоморфологічна характеристика
Дерево або кущ, як правило, виростає у висоту від 1,5 до 7 метрів з прямовисним габітусом і прямими стовбурами. У незрілому стані він має голі, округлі в перерізі гілочки й смолисті ребра. Філодії мають лінійну форму, досить прямі і мають переважно ромбічний поперечний переріз, у довжину від 8 до 18 см і вшир від 1 до 1,5 мм. Голі філодії мають злегка загнуте назад загострене вістря та смолисту жилку на вершині кожного з чотирьох кутів. Цвіте з серпня по жовтень, утворюючи жовті квітки. Прості суцвіття розташовані на квітконосах довжиною від 2,5 до 6 мм. Квіткові голови від еліпсоїдної до короткоциліндричної форми мають довжину від 6 до 15 мм і наповнені золотистими квітками. Голі стручки мають пряму форму, стиснуті між насінням і підняті над ними, мають довжину до 6 см і ширину близько 2 мм. Крапчасте коричневе насіння всередині розташоване поздовжньо. Насіння має еліптично-довгасту форму з довжиною 2,5–3,5 мм.